# 大正天皇実録
『大正天皇実録』（たいしょうてんのうじつろく）は、宮内省図書寮編集課により編纂された大正天皇の伝記（実録）である。

## 概要

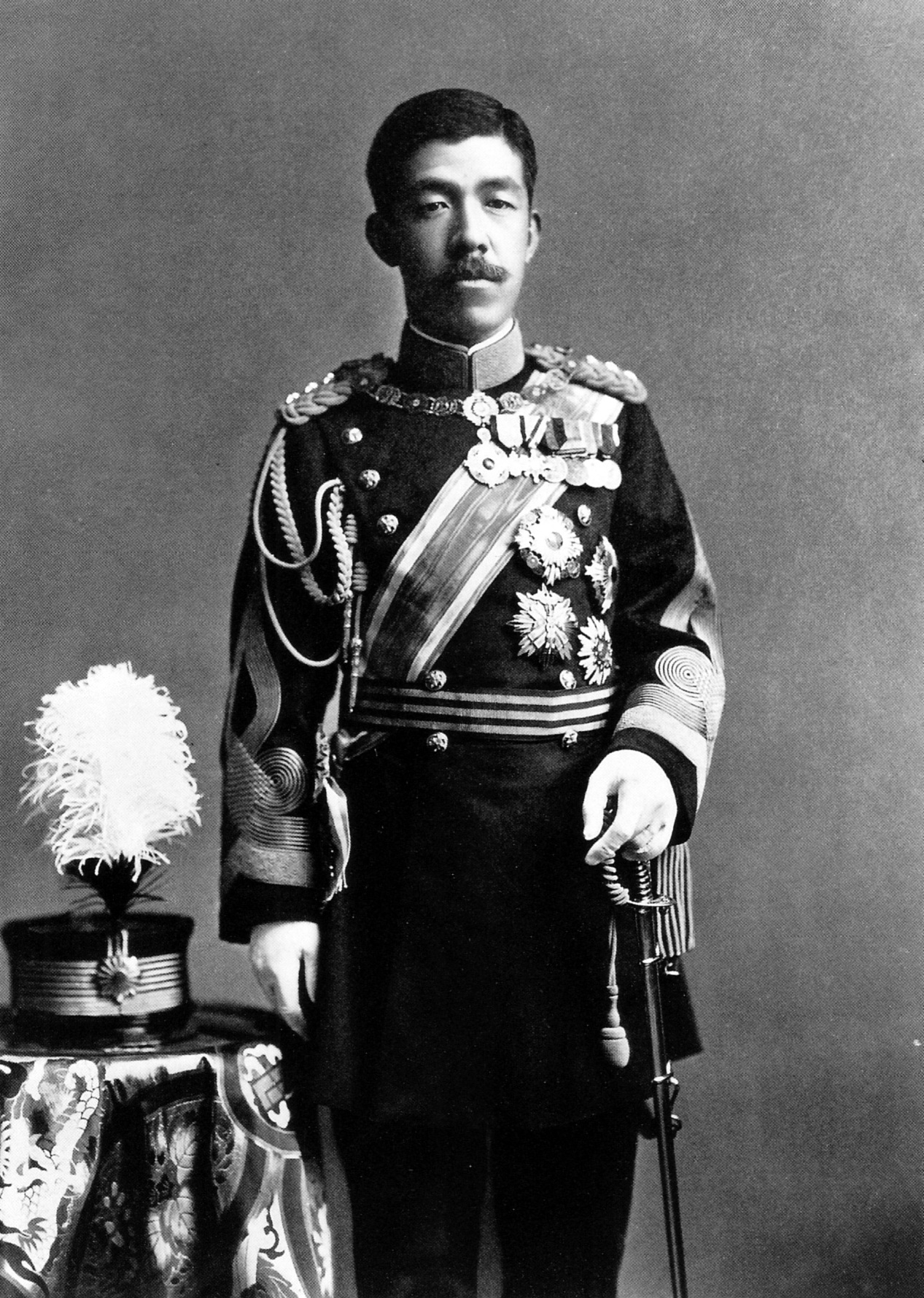
大正天皇

編纂作業は1927年（昭和2年）7月から5年計画で始まり、恒常的な人員不足と資料収集の難航により、1931年に完成予定を3年延長し1935年に、1934年には更に完成予定を3年延長し1937年に変更された。最終的に2度計約5年半の延長を経て、「大正天皇十年御式年祭」（同年12月25日）に併わせて実録本文85冊を完成させ1936年（昭和11年）12月23日に天皇（昭和天皇）、皇后（香淳皇后）、皇太后（貞明皇后）に捧呈されている。その後、1937年12月に年表2冊、索引7冊、実録資料稿本218冊66,897ページの編修を終え、同年に正誤表1冊も作成され実録が完成、同年12月27日に年表2冊、索引7冊が皇室に奉呈されている。1938年に編修事業は完了した。大正天皇実録は、本文85冊・計5,098ページ、年表2冊（上下各1冊、515ページ）、索引7冊825ページ、正誤表1冊の計95冊・計6820ページからなっており、編年叙述体で編纂されている。大正天皇実録の冊数、完成年などの詳細は2001年12月に初めて公表されている。全巻（最終稿本）が皇居内の宮内公文書館に所蔵されている。
『大正天皇実録』は「大正天皇の事跡を、皇室のために後世に残す」ということが目的であった。1937年（昭和12年）の完成後半世紀以上にわたって非公開であったが、2001年（平成13年）の情報公開法施行後に一部黒塗りの上で2002年（平成14年）から2011年（平成23年）にわたって4回に分けて初めて公開され（後述の実録公開の経緯を参照）、2015年（平成27年）にも黒塗り部分の範囲を減らして再び公開されている。
なお、『大正天皇実録』は実録が制作された昭和天皇までの124代の全ての歴代天皇実録の中で唯一未刊であったが、公刊本は2016年（平成28年）12月から2021年（令和3年）2月にかけ、宮内公文書館所蔵の実録本文85冊の部分を修訂（原文カタカナからひらがな表記に変えるなど）を行い、ゆまに書房で出版（全6巻、別巻（総索引ほか）は未刊）された。

## 編纂の経緯

### 編集の開始
1926年（大正15年）12月25日に大正天皇が崩御したのち、実録編纂への動きが始まった。大正天皇実録を編纂するにあたり、宮内省図書寮編集課は「大正天皇実録編集案」（1927年（昭和2年）3月24日付け）を含む「大正天皇実録編集ニ付編集官補定員及雇員定額増加上申案」（1927年3月24日付け）を起案し、杉栄三郎図書頭の決裁を受けている。
「大正天皇実録編集案」の要旨は次の通りである。
1. 実録編修の着手が遅れると史料収集が困難になり消滅する可能性がある。既存の5部ある実録編集機関に従事している者を編成替えすると遅れが生じ混乱を来たす恐れがある。よって新たに実録編修機関を1部設けるのが適当である。
2. 大正天皇実録部は編修課長を主任とし、図書寮御用掛を2名、史料収集や採録及び筆写に従事する編集官補2名と雇員1名で構成する。大正天皇実録の史料となるものは他の歴代天皇実録に比べ広範で、史料収集に時間がかかるため、短期間に実録を完成させるには少なくとも以上の人員が必要である。
3. 実録の編修期間は5年とする。1、2年目は史料収集を主とし、実録の起稿を従とする。3、4年目は実録の起稿を主とし、史料収集を従とする。5年目に整理補正をして完成させる。
4. 実録の編修体裁は原則として編年体とし、事件の性質により紀事本末体とする。文体は漢文直訳体を用い荘重典雅を失わないようにし、各条に典拠となる書名を記すこと。明治天皇実録（紀）と体裁を統一するため、歴代天皇実録と異なり本文と史料を併載しない。
5. 実録は完成後、印刷して朝野官民に対し天皇の高徳を敬仰し、天皇の偉業を瞻仰させる資に供することは、本実録の編修において最も意義あることである。ただ、公にはできない機密に依った内容もあるため、公にするにあたっては考慮のうえ内容の取捨を行う必要があるが、本件に関しては実録完成ののち改めて案をまとめ高裁を仰ぐこととする。[注釈 4]

その後、細部を詰めたのち1927年（昭和2年）5月に一木喜徳郎宮内大臣に上申書が提出され同年6月6日付けで決裁されている。上申書では、編集要員は編集課長を主任とし、旧側近奉仕者（大正天皇侍従）であった落合為誠、北小路三郎両図書寮御用掛のほか、嘱託2名の計5名体制で、事業期間は5年を見込んでおり、当初の編集案と比べ人員が1名減っている。
1927年（昭和2年）6月14日に宮内省図書寮に大正天皇実録部が設けられ、実録の編修は1927年7月から開始された。1927年7月27日付けで、基本的な編集方針を示した全10個条からなる「大正天皇実録編集事務規定」が定められた。
「大正天皇実録編集事務規定」の要旨は次の通りである。
1. 編集体制 - 宮内省図書寮編集課内に図書頭直轄の大正天皇実録部を新たに設置する。（第一条、第二条）
2. 編集要員 - 監修・図書頭、監修補助・勤務事務官、編集主任・芝葛盛図書寮編集官、編集補助・北小路三郎図書寮編集官及び落合為誠図書寮御用掛、編集補助・梅田俊一図書寮嘱託及び嘉納履正図書寮嘱託。（第三条）
3. 編集期間 - 1927年（昭和2年）7月から1932年（昭和7年）6月までの5年間。（第四条）
4. 叙述の体裁 - 基本は編年体で、事件の性質によっては部会の決定に従って記事本末体を用いることができる。（第五条、第六条）
5. 政治外交軍事その他の事柄に関する天皇の起居については、起居を明らかにし、必要であればその一端を記すのを妨げないが、部会の決定によるものとする。（第七条）
6. 文体は漢文直訳体を用い荘重典雅を失わないようにする。（第八条）
7. 凡例は随時部会で決める。（第九条）
8. 宮内大臣へ報告するため、編集主任は毎年1回功程報告書[注釈 5]を図書頭へ提出する。（第十条）

### 編集期限の延長（1回目）
1932年（昭和7年）6月の編修期限が迫る中、その約10か月前の1931年9月1日付けで事業の3年延長の願書が杉栄三郎図書頭から一木喜徳郎宮内大臣に提出され、同年10月5日付けで承認されている。これにより期限が3年延長され1935年（昭和10年）6月完成予定となった。この中で延長の理由として人員不足を上げており、編集補助を担っていた北小路三郎図書寮編集官が実録編集開始後まもなく他の業務に移り、以来1名減員のままとなっていることから期限に間に合わないとしている。
この時点での進捗状況は、願書に添付された「大正天皇実録編集事業概要」によると、大方の資料収集を終え、謄写文書113冊、収集資料22,170枚、実録起草済12冊（大正元年 - 大正4年）で実録起草残見込数は217冊（大正元年以前152冊、大正5年から大喪まで65冊、起草済の12冊と合わせ計229冊）となっている。その経過は、1927年7月から1930年12月まで資料収集にあて、1931年1月から収集資料の整理を行い、1931年12月に天皇の即位から大喪儀までの編年史料68冊の編修を終えている。
このため、編集課長補助として一般実録事務についていた三条西公正図書寮御用掛を実録起草の任に起用したうえで、編集期限を3年延長したいとしている。これにより、他に編纂が進行中の「天皇皇族実録」の完成時期と重なり、主任の編集課長の執務上都合がよく一層の成績が期待できるとしている。また、三条西を専任として起用するのは減員分を補填する以外に、本実録編纂の作業に精通していた梅田嘱託が1930年に死去し、嘉納嘱託が1931年に実録編集から外れたことに対処するためでもあったとしている。両嘱託の後任は宇宿捷と中根克（その後、中根は杉本勲と交代している）が就いており、三条西は1931年10月から編纂作業に加わっている。

### 編集期限の延長（2回目）と臨時官制公布
前回の期限延長後、「大正天皇実録部編修事業功程」（図書頭から宮内大臣への年1回の事業報告書）などによると、1932年は順調に編集が進捗し同年4月から明治天皇紀と体裁を合わせるため、編纂済みの編年資料稿本をもとに叙述的編集に着手している。1933年の進捗状況は、誕生から幼年時代までの起草を3冊、皇太子時代の一部10冊と天皇時代の一部2冊の編修を終え、「予定期間内に本実録の完成脱稿を期す」としていたが、問題点も認識されていた。すなわち、少数の人員で短期間に完成させねばならないうえ、各種資料が山積し期間内に採録するのは難しく完璧を期すのは困難であり、期間内に形式上実録は一応完成するが、天皇の動静に関し微細さに欠け、躍如たらしむ内容に乏しいとしている。
このような状況から再び延長の動きが出てくることになり、1934年6月4日付けの「大正天皇実録補訂職員増置ノ件審議経過」によると、1934年5月18日と23日に次官室において官房秘書課、図書寮、内蔵寮、参事官の諸官による会議が開かれ、23日の会議で「大正天皇実録補訂見込書」（同年5月23日付け）が図書寮から浅田恵一参事官へ提出された。見込書によると、短期間に編集を行い、かつ担当者の異動により編集方法に統一を欠いたため内容に精疎がある。その原因は、「年支ノ短小」かつ崩御後間もないため「時期尚早ノ観」があり、資料の調査が困難だったものが多かったからである。これらに関し「整備補填」は必要であり、そのため編集期間を5年延長し、その間に1.「既成実録ニ漏レタル重要資料ノ補填目録」に記載の資料、2.「天皇ノ宮務大権ニ関スル方面ニ於テ補填スヘキ資料」、3.「天皇ノ国務大権ニ因ル方面ノ補填スヘキ資料」、4.「明治天皇紀260巻及び資料稿本1,700冊」の各種補填資料の収集を行うとしている。見込書の末尾には、補填すべき未調査資料はなお多く、宮内関係の未調査の根幹的資料は700冊に上り、内閣各庁文書は推定4,000冊を超え、末端の資料も含めるとさらに数が増えるとしており、期限を5年延長したとしてもなお実録の完成に対して厳しい認識を示している。
しかし、1934年5月30日に行われた会議では期限の5年延長は認められず3年延長に改められたため、3年で編集を終える場合の必要人員や編集体制などを想定した「三ケ年延長結了改正予定」という文書を作り、2案をこの中で示している。第一案は「五ケ年延長ト同一ナル完成ヲ為サシムル場合」で、5年延長の場合に必要な人員は、編集官2人、編集官補4人、雇員4人となり、これを3年で完了させる場合、編纂初期における御用掛1人と嘱託2人が4年間で謄写した資料が約850冊という実績値を考えると、編集官2人、編集官補6人、雇員8人が必要となる。第二案は「五ケ年延長ト同一人員ヲ以テ三ケ年ニ完成セシムル場合」で、編集期間が短くなっても人員が変わらないため、編集者の裁量により内容の取捨選択を図り完成を目指すとしている。
この「三ケ年延長結了改正予定」の内容を詳述した、「大正天皇実録三ケ年昭和九年七月以降　完成計画案」（1934年5月31日付け）が作られ、同年6月4日の会議でこの完成計画案も含め検討され、以下のことが決まった。現在進行中の大正天皇実録編集事業（1927年7月から1935年6月にかけての8年計画）を1934年12月に繰り上げて完成させ、これを第一次稿本と呼称する。大正天皇実録補訂部を設け、1934年7月に判任扱嘱託2人、雇員扱嘱託4人臨時職員を増置し、第一次稿本の補訂を1937年6月までの3年間で完成させるが、資料収集は省内資料を中心に行い、省外資料はできるだけにとどめ、宮廷・外交・軍事等の秘録類の収集は他日に行う。1934年12月中に単行皇室令公布により編集官（奏任）2人、編集官補（判任）4人を増置し、既存の実録編集にあたっている御用掛（奏任待遇）1人、判任扱嘱託2人、先述の第一次稿本の補訂にあたる判任扱嘱託2人を臨時官制公布により増置分の各本官に振り替え充当する。
その後、渡部信図書頭は湯浅倉平宮内大臣に、再度の編集体制の調整を図るべく、「大正天皇実録編集ニ関シ別途稟議案提出致候。右御承認ノ上ハ図書寮臨時職員増置ノ件皇室令ヲ以テ御制定相成度」との上申書（1934年6月18日付け）と、具体的な補訂作業の内容を記した「大正天皇実録補訂功程予定表」が添付された同日付けの人員増置の件に関する稟請書（稟議書）を提出し、同月30日に決裁を受けている。これを受け、1934年7月から判任扱嘱託の尾形鶴吉、種子島時望（種ケ島時望）の2人と専属筆生として雇員扱嘱託4人が増員され実録編集に加わっている。
これら増員の件については、1934年11月26日に行われた昭和10年度各会計予算が内奏された席上で、湯浅倉平宮内大臣より「大正天皇実録編集関係増員理由」が内奏されている。一連の動きの結果、1934年12月20日に大正天皇実録編集に係る臨時職員を増員する皇室令第五号が制定公布され、翌1935年1月から官制が布かれ、三条西公正、武田勝蔵の編集官2人、杉本勲、尾形鶴吉、浅野長夫、種子島時望（種ケ島時望）の編集官補4人、市来邦彦（1937年に松本茂夫と交代している）、基太村尚紀、寺山寿、藤田常道の雇員4人の計10人体制での本格的な実録編集が始まった。なお、落合為誠は1934年12月に依願退職している。

### 実録の完成
1934年の進捗状況は、叙述体実録（第一次稿本）全64冊を同年11月中に完成させるなど、前述の通り編修期限の延長に伴う事業功程の変更、職員増員に伴う編集機構の変更などがあり、雑務が多かったにもかかわらず「概して予期以上の成果を収めた」としている。1935年の進捗状況は、同年から官制が公布され人員も増えて本格的な編集が始まり、前述の「大正天皇実録補訂功程予定表」に基づいて編集が行われ、同年5月2日と15日及び12月5日には元側近奉仕者からの談話聴取も行われた。
史料稿本については、天皇在位期間15年分の68冊21,000枚が1932年12月に完成しており、明治時代分は前述の1934年11月26日に内奏された「大正天皇実録編集関係増員理由」によると、既存の編年史料である明宮記4冊（幼少期の誕生した1879年(明治12年)から1888年(明治21年)までを記したもの）と東宮記75冊（皇太子時代の1889年(明治22年)から1912年(明治45年)までを記したもの）の再精査によって史料稿本77冊約20,000枚を見込み、史料稿本は計145冊の約40,000枚を見込んでいる。
このような状況の中、1936年1月8日に大谷正男宮内次官、浅田恵一参事官、渡部信図書頭、金田才平秘書課長、芝葛盛編修課長、久保覚次郎図書寮事務官が宮内次官室に集まり会合を開き、大正天皇十年御式年祭に併わせて実録を完成させることが話し合われ、次のことが決まった。叙述体実録の完成を優先するため、年表・索引の調製と資料稿本の整備を延期する。これにあたって、他の天皇皇族実録の編修に影響を与えないこととし、叙述体実録の完成期限を1936年11月末までとする。実録全体の完成期限は、繰り上げ編集に伴う手戻りが多少見込まれるため半年延期し1937年12月までとする。
その後、1935年中の編修の進展を受け、残りの1902年（明治35年）から1927年（昭和2年）までの約45冊の実録補訂を1936年中に終わらせたのち天皇に奉呈し乙夜の清覧に供し、後日に整理した補訂資料による修訂を行うとしている。この一連の変更のため、年表・索引等の調製と収集した増補資料の整備を1937年に先送りし、収集済みの資料で実録補訂の完成を1936年中に繰り上げる旨の稟請書「大正天皇実録編集ニ関スル件」が図書寮から湯浅倉平宮内大臣に出され1936年2月22日付けで決裁されている。
そして、紆余曲折を経つつも1936年末に大正天皇実録は完成した。1936年12月21日付けの「大正天皇実録完成ニ付報告案」が渡部信図書頭から松平恒雄宮内大臣に出され、「大正天皇御事蹟八十五冊、今般一応完成」などとしている。この報告案に添付されていた別紙「大正天皇実録編集概要」（1936年12月付け）によると、この時点で実録本文は85冊5,086ページとなっており、実録の編纂について「謹ミテ按ズルニ、天皇ノ御治世ハ十有五年ニ過ギザレドモ、東宮御時代ハ二十余年ノ長キニ亘リ、其ノ間地方行啓ノ如キモ殆ンド全国ニ普ク、遠ク朝鮮ニモ及ビ、御降誕ヨリ合セテ四十八年間ノ御事歴ヲ叙セザルベカラザルヲ以テ、御実録ノ謹修ハ必シモ容易ナラズ。」として実録の編纂の難しさを強調し、内容に関しては「時ヲ経ルコト余リニ近キガ為メ機密ニ属スル史料ノ蒐集甚ダ困難ニシテ、結局省内史料ノ遺漏ナキヲ期シ、御日常ノ御起居ヲ主トシ、宮務ニ関スル御治績ノ一斑ヲ叙述スルニ限定セザルヲ得ザルニ至レリ。加之本年ハ十年御式年祭ニ相当スルヲ以テ、本実録ノ完成ヲ更ニ促進セシメ（以下略）」「政治外交軍事等ノ事苟モ機密ニ亘ルモノハ之ヲ他日ノ大成ニ待ツノ止ムヲ得ザリシコトハ恐懼措ク能ハザル所ナリトス。」としており、一部の資料不足から全てを網羅しているわけではなく、大正天皇十年御式年祭に併せるため完成を急ぐなど、不十分さを訴えつつも消化不良のまま編集を終えている。大正天皇実録は図書寮編集課の一部署で編纂されたため少人数体制で、それに加え資料収集の困難さに直面したのに対し、人員・予算・資料に恵まれ、臨時帝室編集局という独立した組織で作られた明治天皇紀とは対照的となっている。
1936年12月22日に、完成した「大正天皇実録」本文85冊は「天皇皇族実録」の一部52冊と共に、渡部信図書頭から天皇（昭和天皇）、皇后（香淳皇后）の分が侍従長と皇后宮大夫へ提出され、皇太后（貞明皇后）の分が皇太后宮大夫へ提出されている。天皇、皇后、皇太后へは翌12月23日に奉呈されている。奉呈の際、式典が催された明治天皇紀と比べ、大正天皇実録では催されず側近に渡すのみで終わっている。
1937年中に行うとしていた年表・索引・実録資料稿本については、渡部信図書頭から松平恒雄宮内大臣へ提出された報告書（1937年12月24日付け）の別紙「大正天皇実録編集事業終了報告」（1937年12月付け）によると、それぞれ、年表上下2冊515ページ、索引7冊825ページ、実録資料稿本218冊66,897ページとして1937年12月に完成し、同年12月27日に年表2冊、索引7冊が皇室に奉呈されている。正誤表1冊も1937年に完成している。実録資料稿本は当初の予定（前述の1934年11月の段階で見込んでいた、史料稿本計145冊約40,000枚のこと）と比べ73冊25,897ページ増加したとしている。編集事業の終了にあたっては「概ネ所期ノ成績ヲ収メ、茲ニ本事業ノ終了ヲ報告スルヲ得ルニ至リシコトハ洵ニ光栄トスル所」としており、一定の水準の内容に達したとの認識を示している。その後、1938年1月7日に出された皇室令第一号によって1934年に出された皇室令第五号が廃止され、これをもって官制も廃止となり編集事業が終了した。「他日ノ大成ニ待ツ」としていた政治外交軍事等に関する内容の編修については、その機会が来ることはなく今に至っている。
なお、本実録の編纂が行われている間、明治天皇紀も宮内省内の臨時帝室編修局で編纂が行われており、明治天皇紀が完成する1933年（昭和8年）までの6年間、2つの天皇の伝記が同時並行で編纂されていたことになる。また、孝明天皇までの歴代天皇、皇族を扱った「天皇皇族実録」全300冊も宮内省図書寮で同時期に編纂されている。

## 内容
国史として編纂された明治天皇紀とは異なり天皇の御事蹟としての特徴がある。大正天皇は明治維新後の近代日本における最初の皇太子で、当時の皇室における養育や教育の様子や、明治天皇にはなかった皇太子としての日本各地への行啓などが記されている。
大正天皇が病気がちであったことは実録にも記されており、「誕生時に全身に発疹があった」との記述があり、幼少年時代は体調が安定している時もあったが百日ぜきなどの病気に繰り返しかかってもいた。青年時代は健康になって全国各地を行啓していたが、即位後の1914年（大正3年）頃から軽度の言語障害があり、京都で即位大礼が行われた1915年（大正4年）11月には階段での移動に側近の幇助が必要だったとあり、崩御に至るまで病に苦しみ闘病の日々を送っていたことが記されている。これらの記述から通説よりも早くに天皇の体調に異変が生じていたが、引退後の1923年（大正12年）5月までは引退前と同様に宮城（皇居）や御用邸の近くへ日帰りで出かけるなどの動きをしており、緩やかに体調が悪化していったと見られている。
また、「大正天皇は軍事に興味がなかった」とされ、「陸軍元帥で元老の山県有朋と疎遠だった」と考えられていたが、実録では即位後に頻繁に会っていたことが記されている。即位後に政府要人や軍人と頻繁に会うなど、多忙な公務が負担となり病気が悪化していったと見られている。
1912年（大正元年）7月30日の記述によると、元号「大正」の出典について、今まで「春秋」説と「易経」説の2説あったが、実録の記述により出典は「易経」であることがわかった。漢詩に造詣が深くこれまで1,300首以上作ってきた大正天皇だが、実録にはこれまで知られていなかった漢詩も含まれている。ただ、大正天皇が帝国議会の開院式で勅書を丸めて遠眼鏡にして議員席を見渡したとされる「遠眼鏡事件」に関する記述はなかった。
大正天皇が葬られた多摩陵を築くにあたって東京府横山村（現東京都八王子市）が選ばれた理由が分かっていなかったが、実録では地層が古生層・第三紀層・第四紀層で地震による地盤の被害が少なかったこと、万葉集に詠まれた「多麻の横山」（多摩丘陵）の故地で、続日本後紀や延喜式などの古文書に多摩の地名が見られるのを理由に挙げている。
本実録の即位後の記述の全体的な傾向として、「官報」「宮内省省報」に記載されている、行幸関係、拝謁・午餐会関係、恩賜関係、外交関係、皇室関連行事、政治関係の内容が主で、実録のみの記載は「侍従武官府日誌」を出典とする陸海軍関係記事であり、私生活に関する内容は病状も含めほとんどない。ただ、公的なものであっても全て記載されているわけでなく、私生活や機微な政治関係記事が豊富な明治天皇紀とは対照的となっている。

## 実録公開の経緯

### 実録の公開請求
2001年（平成13年）4月1日に施行された情報公開法に基づき、同年に朝日新聞社が大正天皇実録の公開請求を行った。ところが、宮内庁は平成13年5月2日付け宮内秘発甲第295号により不開示決定（不存在）としてこれを拒否した。朝日新聞社側はこれを不服として、宮内庁の決定の取り消しを求めて情報公開審査会に異議申し立てを行った。宮内庁長官を諮問庁とし、事件名を「大正天皇実録の不開示決定（行政文書非該当）に関する件」（平成13年諮問第21号）として、2001年7月13日に情報公開審査会が諮問を受理し審査が行われた。
朝日新聞社側は「大正天皇実録は情報公開法の適用対象外となる歴史的資料にあたらない」などと主張し、宮内庁側は「適用対象外となる情報公開法施行令3条1項の4要件を全て満たしており歴史的資料に該当する」として情報公開法に基づく公開を拒否した。
2001年12月13日に答申が出され（答申番号:平成13年度72、事件名:大正天皇実録の不開示決定（行政文書非該当）に関する件（平成13年諮問第21号））、情報公開審査会は大正天皇実録を情報公開法第2条第2項に規定する行政文書に該当しないとして宮内庁側の主張を認めている。
しかし、情報公開審査会が「歴史的資料」と認定、そして歴史的資料が法の適用対象外となるのは「原則として一般の利用に供する仕組みがあることが前提」であるとしたうえで、「利用制限事項に係る精査をできる限り速やかに行い順次公開すべき」としたため、2001年12月に宮内庁は書陵部の利用規則に基づいて、調査を終えた第1回分を2001年度末までに公開することを決めた。また、この決定と同時に大正天皇実録が1937年に完成したことなどの詳細が公表されている。

### 一部を黒塗りにして公開
公開は2002年、2003年、2008年、2011年の4回に分けて天皇在位期間の部分を一部黒塗り（マスキング、黒のマジックペンで塗られていた）にしたうえで公開された。宮内庁は一部を黒塗りにした理由について、「個人情報の保護」「公式には発表されていない私的なものだ」としており、個人情報の非開示基準は情報公開法施行令に従ったとしている。これに対し、専門家からは「歴史への冒瀆」（御厨貴）「積極的に公開すべき」（右崎正博）だとの批判が出された。また、本実録は粗悪な和文タイプで印刷されたものであったため、公開された複写版は字が潰れている箇所が多く判読できない部分もあったという。
1回目の公開は2002年3月29日午前に宮内庁書陵部で行われ、1912年（大正元年）7月30日から1914年（大正3年）6月29日までの約2年分となる48巻-55巻の8冊計443ページで、86日分にわたって本文141箇所と見出し18箇所が黒塗りにされている。大臣の内奏、下賜金の金額、人名、イギリスへの天皇の親書の内容、天皇の病状に関する部分が黒塗りにされた。
2回目の公開は2003年3月28日午前に宮内庁書陵部で行われ、1914年（大正3年）7月2日から1921年（大正10年）6月28日までの約7年分となる56巻-76巻の21冊計1,251ページが公開された。黒塗り部分は500箇所以上となっている。
3回目の公開は2008年6月4日午前に宮内庁書陵部図書課で行われ、1921年（大正10年）7月9日から昭和2年2月の葬儀までの約5年半分となる77巻-85巻の計9冊643ページが公開された。当初は2007年度内に公表すると2008年2月9日に報道されていたが、2008年度にずれ込んだ。今回公開された約16万字のうち、黒塗りの部分は2%の約250カ所となっている。これにより天皇在位期間の部分は全て公開され、未公開は本文全85冊のうち第1巻から第47巻の47冊となった。
その後、2011年4月1日に施行された公文書管理法に伴い、2011年3月25日午前に宮内庁書陵部図書課で4回目の公開が行われ、未公開であった1879年（明治12年）8月31日の誕生から1912年（明治45年）7月30日の明治天皇崩御までの約33年分となる第1巻から第47巻と、年表、索引など10冊の計57冊4,138ページが公開された。このうち本文47冊2,786ページ、約70万字のうち黒塗り部分は約3%となっている。また、これにより本文85冊、年表2冊、索引7冊、正誤表1冊の全95冊が公開されたことになり、宮内庁が保有する全ての歴代天皇の実録が閲覧できるようになった。実録全冊本文5,098ページのうち、黒塗り部分は本文全体の約3%に減っている。当初は2002年度末までに全て公開される予定であったが、約9年かけて公開された。
2015年には、日本放送協会（NHK）が黒塗りなしで公開された昭和天皇実録と同じ基準で公開するよう宮内庁に申請した。これを受け宮内庁は、公文書管理法の定める「時の経過」の規定に鑑み、黒塗り部分の範囲を見直し、約3%だった黒塗り部分の約8割を解除して全体の約0.5%に減らしたうえで、2015年6月27日に宮内公文書館において再び公開した。本文だけで1,000か所以上黒塗りが解除されている。
現在、診断書や学業成績（明治26年7月の学習院初等科の成績順位など）といった個人のプライバシーにかかわる記述が非公開となっており、天皇在位中の記述に限っては黒塗り部分は2行分の計41文字と限定的となっている。

## 出版書誌
- 『大正天皇実録　補訂版』宮内省図書寮編、岩壁義光補訂、全6巻・別巻1、ゆまに書房、2016年12月 - 刊行中
  - 第一　自明治十二年　至明治三十三年 ISBN 978-4-8433-5039-3 667頁 2016年12月23日
  - 第二　自明治三十四年　至明治四十年 ISBN 978-4-8433-5040-9 398頁 2017年10月25日
  - 第三　自明治四十一年　至明治四十四年 ISBN 978-4-8433-5041-6 326頁 2018年8月24日
  - 第四　自明治四十五年・大正元年　至大正四年 ISBN 978-4-8433-5042-3 493頁 2019年6月27日
  - 第五　自大正五年　至大正九年 ISBN 978-4-8433-5043-0 479頁 2020年5月1日
  - 第六　自大正十年　至昭和二年 ISBN 978-4-8433-5044-7 465頁 2021年3月2日
  - 別巻　索引・解説 、未刊